# Sting (catch)
 (juillet 2021).
Pour les articles homonymes, voir Sting (homonymie) et Borden.
Steve Borden (né le 20 mars 1959 à Omaha, Nebraska) est un ancien catcheur (lutteur professionnel) américain. Il est connu pour son travail à la All Elite Wrestling, World Championship Wrestling et la World Wrestling Entertainment, sous le nom de Sting.
Avec quatorze titres majeurs remportés (dont six fois champion du Monde poids lourds de la WCW, deux fois champion du Monde poids lourds International de la WCW, deux fois champion du Monde poids lourds de la NWA et quatre fois champion du Monde poids lourds de la TNA), Sting est considéré comme un des catcheurs les plus célèbres au monde à ne jamais avoir combattu à la World Wrestling Entertainment jusqu'à sa signature en 2014. Le nombre total de titres remportés durant sa carrière s'élève actuellement à trente-trois.
Après quelques années passés dans des fédérations indépendantes, il arrive à la World Championship Wrestling en 1989, où il remporte plusieurs fois le titre de champion du Monde poids lourds de la WCW. Après sa fermeture en 2001 et son rachat par la WWF/WWE en mars, il rejoint, en 2003, la Total Nonstop Action Wrestling, où il devient, en 2012, le premier catcheur intronisé au Hall of Fame de cette fédération.

## Jeunesse
Borden grandit en Californie et fait partie des équipes de football américain et de basketball de son lycée,.

## Carrière de catcheur

### Entraînement et Powerteam USA (1985-1986)
Borden commence le catch en tant que membre de la Powerteam USA, un groupe de quatre culturistes managés par Rick Bassman (en). Il lutte alors sous le nom de Flash Borden avant de prendre le nom de Blade Runner Sting,. Ils tentent de se faire connaître en Californie, sans succès. Deux des culturistes abandonnent et Borden et Jim Hellwig partent alors au Tennessee à la Continental Wrestling Association puis à l'Universal Wrestling Federation (en) (UWF). Ils se séparent quand Hellwig décide de continuer sa carrière au Texas à la World Class Championship Wrestling.

### Universal Wrestling Federation (1986-1987)
Après le départ de Jim Hellwig, Blade Runner Sting devient membre du clan Hot Stuff and Hyatt International. Le 30 mai 1986, il participe au tournoi pour désigner le premier champion poids lourd de l'Universal Wrestling Federation (en) (UWF) mais il se fait éliminer dès le premier tour par Kamala.

### National Wrestling Alliance (1987-1989)
En 1988, à Clash of the Champions, Sting commence une rivalité avec Ric Flair en le combattant pour son titre de NWA World Heavyweight Champion. Ce combat se termine en match nul au bout de 45 minutes, la limite de temps ayant expiré et les juges ne pouvant décider de vainqueur. Cependant, quand Sting entame plus tard une rivalité avec Keiji Mutoh, Flair et lui deviennent des amis et ils s'unissent contre la faction de Mutoh.
Flair forme ensuite les Four Horsemen, groupe que Sting rejoint, avant d'en être rapidement expulsé après avoir demandé un match pour le titre de Ric Flair, relançant ainsi leur rivalité. Cette même nuit, Sting se blesse au genou dans un match en cage en faisant un run-in sur les autres Horsemen.
Une rivalité entre Lex Luger et Ric Flair donne lieu à plusieurs matches épiques entre les deux combattants, ce qui permet de gagner du temps pour la récupération de Sting. À son retour, à The Great American Bash 1990 : New Revolution, Sting a finalement battu Ric Flair pour le titre de champion du Monde poids lourds de la NWA. Il a ensuite été opposé pendant son règne à des adversaires tels que Flair, Sid Vicious ou The Black Scorpion (en).

### World Championship Wrestling (1989-2001)

#### WCW World Heavyweight Champion (1989-1996)

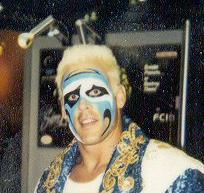
Sting à la WCW en 1985.

Quand la WCW a rompu avec la NWA en 1989, Sting a été reconnu comme le premier WCW World Heavyweight Champion. Hulk Hogan a ensuite rejoint la WCW en 1994, et Sting et Hogan feront équipe cette fois pour affronter les Dungeon of Doom. À cette époque, Ric Flair a demandé de l'aide vers Sting dans un match contre Arn Anderson et Brian Pillman, mais pendant le match, Flair se retourna contre Sting, et avec Anderson et Pillman, réformaient les Four Horsemen. Sting et Flair continuaient à se quereller, et quand il est apparu, Sting était du côté des perdants, Lex Luger est alors venu en aide à Sting. Lors de Slamboree 1996 il perd face à The Giant dans un match pour le WCW World Heavyweight championship.

#### Rivalité avec la nWo (1996-1998)
En 1996, Sting se leva contre The Outsiders (Kevin Nash et Scott Hall), et pendant un match très mouvementé à Bash at the Beach 1996 (en), Sting, Luger et "Macho Man" Randy Savage ont été battus par Nash, Hall, et leur troisième allié, qui s'est avéré être Hulk Hogan, après le match, ces derniers formaient la nWo.
La nWo a bientôt mis en place un faux (imposteur) Sting (joué d'abord par Jeff Farmer (en), et plus tard par Chris Harris), qui ont amené à faire croire à la foule que Sting avait tourné le dos à la WCW. Lorsque le vrai Sting fit son retour, il a été perturbé par la réaction de la foule et par le fait que beaucoup de gens croyaient qu'il avait en fait trahi la WCW, et c'est pourquoi donc qu'il quitta la WCW. Toutefois, lors de certains événements, il est apparu mystérieusement (de temps en temps) dans les chevrons de son personnage The Crow. C'est alors qu'il a également commencé à utiliser une batte de baseball comme arme favorite.
Pendant Clash of the Champions 1997, lors de l'entrée de Sting, le message suivant a été prononcé pour la nWo : « Quand le cœur d’un homme est plein d’illusions, il brûle, meurt, et une ombre s'étend sur son âme. Des cendres d'un homme auparavant exceptionnel a surgit une malédiction, une aberration qui doit être corrigée. Nous levons les yeux vers le ciel dans l’attente d’un champion, quelqu’un qui instillera la peur dans le cœur noir du même homme qui l'a créé. La bataille entre le bien et le mal a commencé. Contre l’Armée des Ténèbres se dresse le guerrier sombre, le bienfaiteur, qui a la voix silencieuse, et la justice pour mission. C’est Sting ».
Il fait son retour à la WCW, montrant ses vraies couleurs et en aidant à repousser la nWo avec un match de championnat contre le "Hollywood" Hulk Hogan à StarrCade 1997 (en), en gagnant de façon controversée en raison d'une décision de l'arbitre spécial Bret Hart. Sting perdit par la suite plus tard, le titre contre Randy Savage en 1998, qui s'est révélé être un membre de la nWo. Plus tard, en 1998, la nWo se scinda à cause de différends entre Hogan et Nash. Nash forma le nWo Wolfpac (en), que Sting rejoignit deux mois plus tard. En 1998, il affronte Bret Hart au Halloween Havoc#1998 pour le WCW United States Championship. Sting perd le match de façon controversée car Bret avait utilisé la batte de Sting et un poing américain.
En 1999, Sting tenta en vain de devenir heel (sans succès) quand il a vaincu Hogan pour remporter le titre mondial, mais ce heel turn a été mal reçu par les fans et il redevint bientôt face. Il a alors continué à combattre Lex Luger.

#### Diverses rivalités et départ (1998-2001)
En 2000, Sting avait une feud intense avec la recrue Vampiro, ce qui a suscité la popularité de ce dernier. Il a été "blessé" par Scott Steiner en 2000, quittant la WCW définitivement. Toutefois, il reviendra pour le dernier épisode de WCW Monday Nitro, dans un dernier match pour vaincre Ric Flair.
Sting était un des lutteurs très médiatisés à la WCW qui ne travaillaient pas pour le WWF à tout point dans les années 1990, et qui sont restés à la WCW dans les années 1990 lorsque des dizaines d'autres lutteurs « ont quitté le navire » à la WWF.

### World Wrestling Allstars (2002-2003)
Après que la WCW a été rachetée par la WWF, Sting est retourné à la lutte professionnelle à la World Wrestling Allstars en 2002, remportant le WWA World Heavyweight Title dans le processus. Il est battu par Jeff Jarrett en mars 2003, dans un match qui a réuni l'académie WWA et NWA World titles.

### Total Nonstop Action Wrestling (2003-2014)

#### Main Event Mafia (2008-2010)

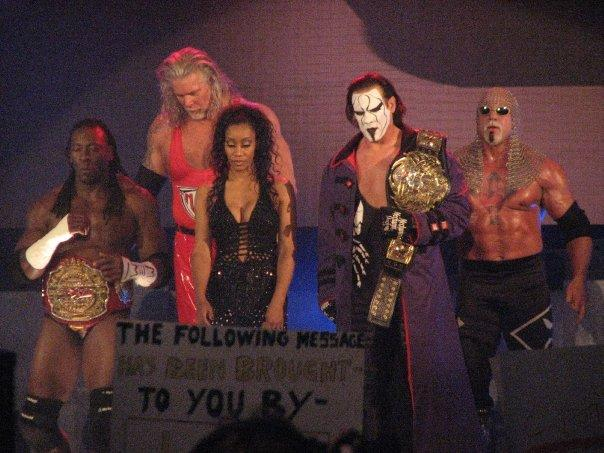
Sting avec la M-E en 2008.

Il fait maintenant partie de la Main Event Mafia comme Kevin Nash, Booker T, Kurt Angle et Scott Steiner. Lors du TNA du 20 novembre Mick Foley a annoncé que lors de Final Resolution, lui et la Main Event Mafia combattront Samoa Joe et AJ Styles et deux équipiers de leurs choix. Si l'équipe des TNA Original bat l'équipe de Sting, AJ Styles est le nouveau TNA Champion.
En janvier 2009, lors d'une édition de TNA Impact! (avant le PPV "Genesis"), il combat avec Kevin Nash 2 membres de la Front Line (AJ Styles et Samoa Joe) dans un Steel cage match. AJ remporte le match en sortant de la cage en l'escaladant mais les autres membres de la Main event mafia s'acharnent sur Samoa Joe (en s'enfermant dans la cage afin que personne ne puisse l'aider). Sting tenta d'ouvrir la cage n'appréciant pas ce genre de pratique. Il semble être de moins en moins proche de la MEM et pourrait faire un face turn ou du moins être un tweener.
Le 11 janvier 2009 à TNA Genesis, il défait Rhino pour conserver le TNA World Heavyweight Championship.
Le 15 mars 2009 à Destination X, il défait Kurt angle pour encore une fois conserver son titre.
Et le 19 avril à Lockdown, "The Icon" Sting perd contre the "Hardcore Legend" Mick Foley dans un match en cage pour le TNA World Heavyweight Championship.

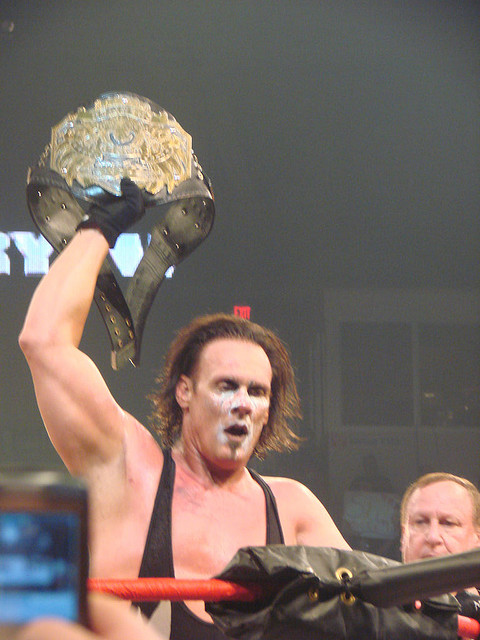
Sting en tant que Champion de la TNA en 2009.

Le 24 mai à TNA Sacrifice dans un fatal four way ultimate sacrifice match, il a mis sa carrière en jeu selon les stipulations du match face à Kurt Angle (qui met son titre de parrain de la Main Event Mafia en jeu), Jeff Jarrett (qui met son pouvoir de directeur de la TNA en jeu) et Mick Foley (qui met son titre de TNA World Heavyweight Championship en jeu). Sting remporte finalement le match en faisant le tombé sur Kurt Angle et devient le nouveau parrain de la Main Event Mafia.
Lors de Slammiversary, Sting affrontait Matt Morgan qui prenait la place de Sting dans la mafia s'il battait Sting. Mais "The Icon" l'a battu. Le jeudi suivant à iMPACT!, Kurt Angle qui était devenu TNA World Heavyweight Champion à Slammiversary grâce à Samoa Joe a fait entrer ce même Joe dans la Mafia et a allié toute la Mafia à sa cause.
Sting arriva sur le ring et critiqua tous les membres de la M.E.M. avant de frapper Kevin Nash avec son bâton de baseball noir. Ensuite Samoa Joe l'a immobilisé avant que les autres membres qui avaient fui du ring s'en prennent à Sting. Officiellement, Sting a été écarté de la Mafia au profit de Joe et Angle est redevenu le parrain de la Main Event Mafia.
La semaine suivante alors que la Mafia décimait Jeff Jarrett et AJ Styles, Sting arriva et détruisit la Mafia. La guerre entre Sting et ses ex-partenaires n'a fait que commencer. Maintenant il s'allie à Mick Foley, Jeff Jarrett, AJ Styles, Bobby Lashley et Daniels pour s'opposer à la Main Event Mafia. Il formera avec Bobby Lashley, Mick Foley et Hernandez l'Ultimate Team qui s'alliera avec la Front Line (en) et s'opposera à la Main Event Mafia et la World Elite.

#### Rivalités avec Hulk Hogan, Rob Van Dam et Jeff Jarrett (2010-2011)

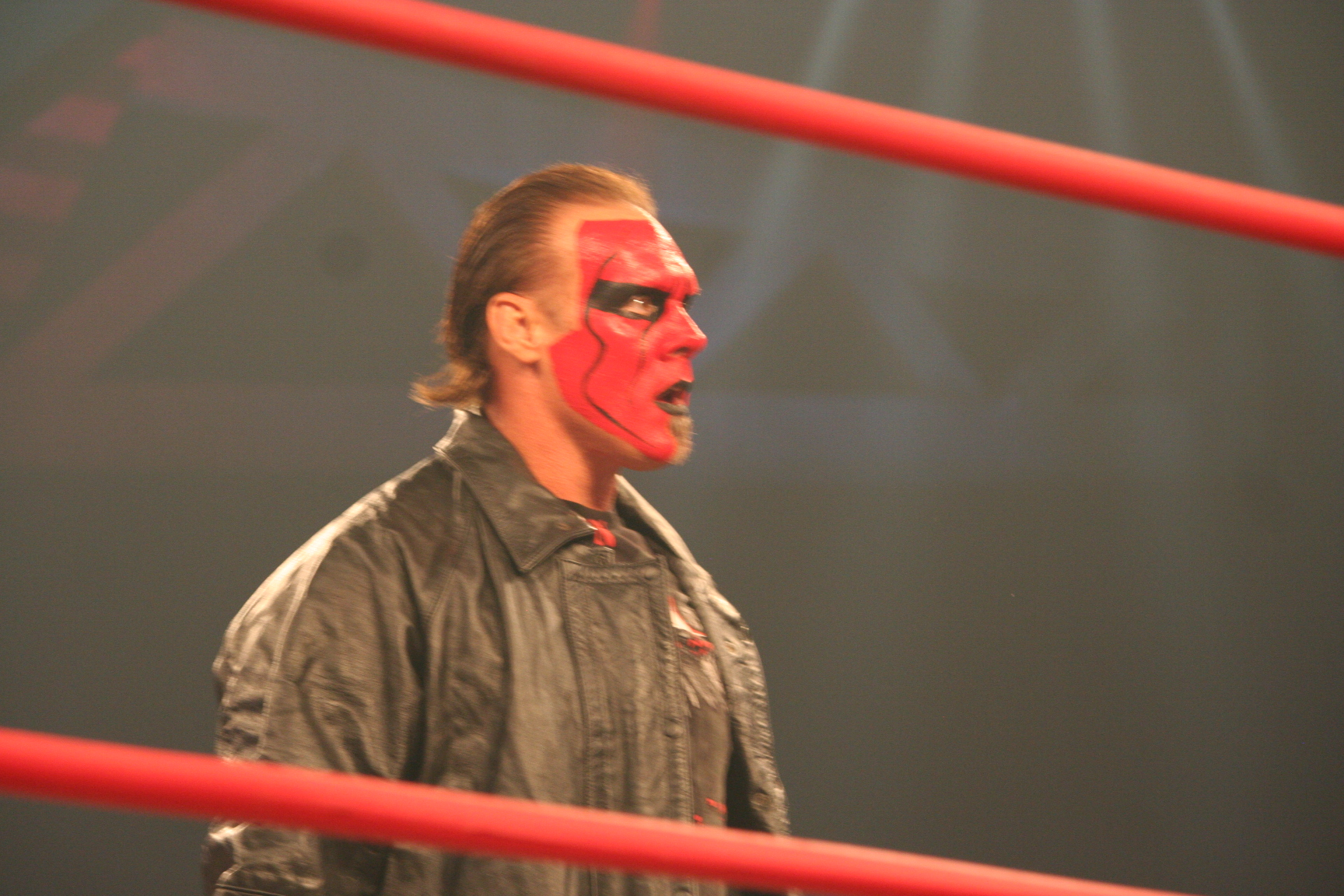
Sting en juillet 2010 quand il se maquillait en rouge à la TNA (signe de la WCW).

Lors de Lockdown 2010, il fait partie de l'équipe Ric Flair composée de lui, Desmond Wolfe et Beer Money, Inc. Il affronte à de nombreuses reprises "Double J" Jeff Jarrett car il dit qu'il cache un jeu derrière lui. À Slammiversary VIII il affrontera Rob Van Dam pour le TNA World Heavyweight Championship. Lors de Sacrifice (2010), il bat Jarrett. Il perd contre Jeff Hardy à cause de Mr.Anderson le 20 mai, à Impact!
Il ne remporte pas le titre à Slammiversary à cause d'une intervention de Jeff Jarett, Rob Van Dam conserve le titre. Lors de No Surrender 2010, lui et Kevin Nash affrontent Samoa Joe et Jeff Jarrett et perdent le match. Lors de Bound for Glory (2010), lui, The Pope D'Angelo Dinero et Nash battent Joe et Jarrett qui est parti pendant le match.
Tout le monde pensait que Sting et Kevin Nash agissaient en tant que heel car ils attaquaient sans cesse Hulk Hogan et Jeff Jarett en disant qu'ils étaient méchants, préparé un plan depuis leur arrivée à la TNA, mais à Bound for Glory (2010), Jeff Hardy, Abyss, Jeff Jarett, Hulk Hogan et Eric Bischoff deviennent heel en attaquant les participants du TNA World Heavyweight Championship en révélant qu'ils étaient les "Ils" d'Abyss ce qui fait que Sting et Kevin Nash étaient toujours face. Le 14 octobre, Sting et Kevin Nash annoncent qu'ils abandonnent leur combat contre les Immortals

#### World Heavyweight Champion (2011)

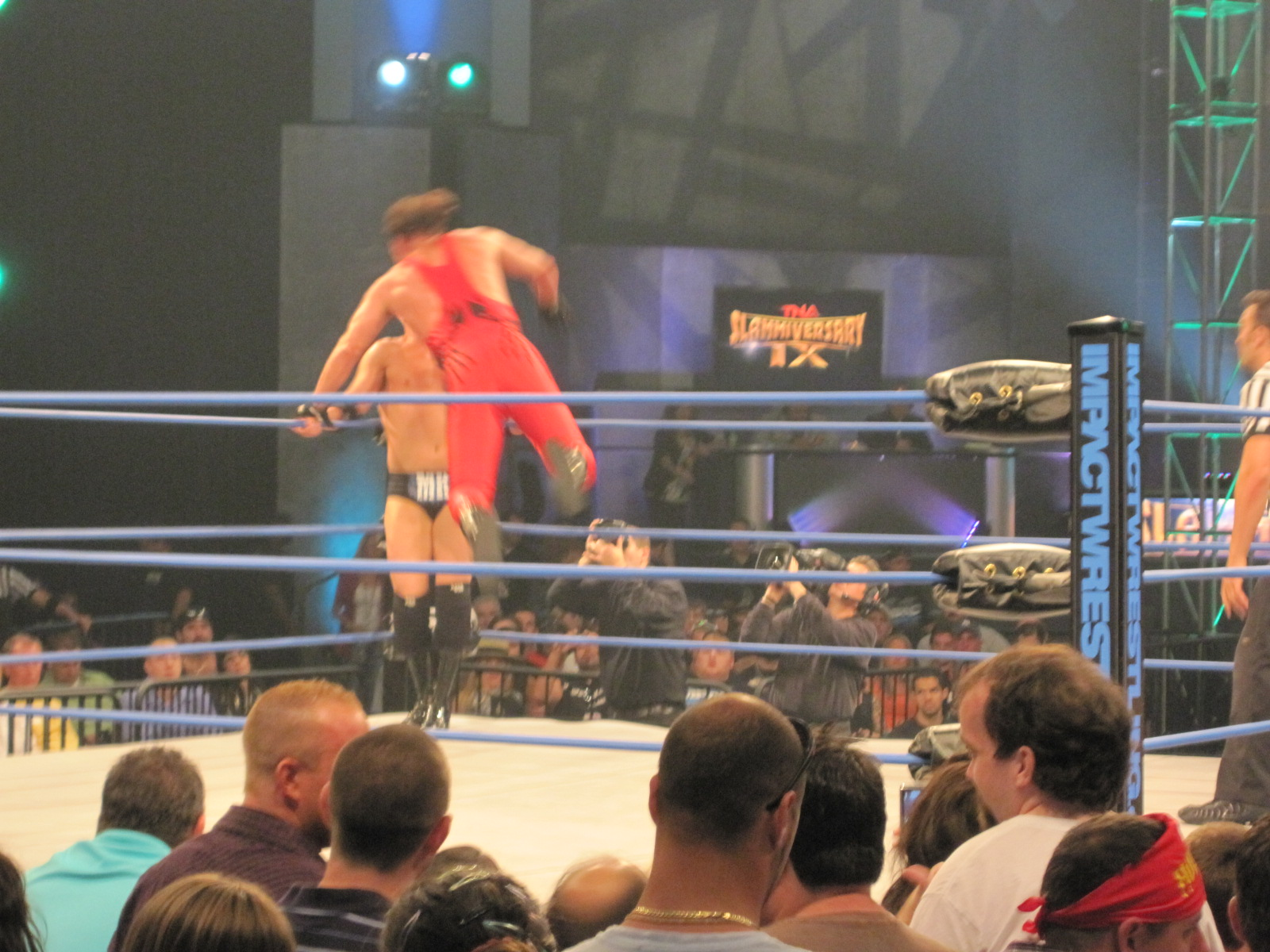
Sting exécutant son Splash sur Mr Anderson à Slammiversary IX.

Lors de l'Impact du 3 mars 2011, Sting fait son retour en tant qu'adversaire surprise de Jeff Hardy et le bat ce qui lui permet de remporter le TNA World Heavyweight Championship. Lors de Victory Road (2011), il bat Jeff Hardy en moins de 2 minutes à la suite des déboires de ce dernier. Lors de l'édition du 17 mars d'iMPACT!, il nous dévoile la nouvelle forme du TNA World Heavyweight Championship.
Lors de Lockdown (2011), il bat Rob Van Dam et Mr. Anderson et conserve son titre. Lors de Sacrifice (2011), il bat Rob Van Dam et conserve son titre.
À Slammiversary IX, il perd son titre de Champion du monde poids lourds face à Anderson . Dès lors, Sting arbore une nouvelle attitude et un nouveau maquillage proches de ceux du Joker du film The Dark Knight : Le Chevalier noir avec les mêmes gestuelles et la même façon de parler. Lors de l'édition du 14 juillet de Impact Wrestling, il bat Mr Anderson et redevient le TNA World Heavyweight Championship. Lors de Hardcore Justice (2011), il perd son titre de champion du monde au profit de Kurt Angle.
Le 18 août 2011, après 4 mois d'absence, Ric Flair fait son retour en lançant un défi à Sting : un match simple avec comme stipulation Career (celui de Sting) vs Match (où Ric Flair aidera Sting à organiser son match contre Hulk Hogan). Lors de No Surrender (2011), il perd contre Angle et ne remporte pas le TNA World Heavyweight Championship dans un match qui comprenait aussi Mr. Anderson. Lors de Bound for Glory, il bat Hogan, accompagné par Ric Flair avec un Scorpion Death Lock. À la suite de sa victoire, il se fait passer à tabac par Eric Bischoff et les Immortals, et demande l'aide d'Hogan. Le duo Sting-Hogan nettoie alors rapidement le ring, Dixie Carter fait son retour et Sting est nommé Général Manager de la TNA.

#### «Insane Icon» Sting et premier Hall Of Famer de la TNA (2011-2012)
Depuis que Sting a repris le show Impact Wrestling, il a inventé un tournoi pour créer de nouvelles équipes, dont deux sont devenues championnes : Matt Morgan et Crimson et Samoa Joe et Magnus. Il a également aidé Jeff Hardy (alors en conflit avec Bully Ray et Bobby Roode) à se réintégrer au sein de la TNA.
Lors de l'Impact Wrestling! de Noël, il gagne avec Jeff Hardy dans le Main-Event contre Bully Ray et Bobby Roode, dans un Extreme Rules match (toutes les armes sont permises). Lors d'Impact du 9 février 2012, Sting et James Storm battent, à la veille de Against All Odds, l'équipe composée du Champion du Monde Poids Lourd de la TNA Bobby Roode, et de Bully Ray. Lors d'Against All Odds, Bobby Roode gagne son match et conserve son titre, à la suite d'un coup involontaire de Sting sur Jeff Hardy.
Lors de l'Impact Wrestling du 16 février, Bobby Roode attaque Sting au point de le blesser, ce dernier étant venu lui dire qu'il était un mauvais champion. Sting réapparaît cependant la semaine suivante dans l'Impact Wrestling Zone, et lance à Roode un défi pour Victory Road, mettant en jeu sa carrière à la TNA. Lors de Victory Road, il perd contre Bobby Roode dans un No Holds Barred Match. Sa carrière à la TNA est donc théoriquement terminée. Cependant, lors de l'Impact suivant, Sting revient, mais en tant que simple catcheur, abandonnant son rôle de General Manager.
Lors de l'Impact Wrestling du 23 mai, Sting attaque Bobby Roode, alors que ce dernier fête ses 211 jours de règne en tant que champion poids-lourd. Hulk Hogan met en place un match entre les deux hommes pour l'épisode d'Impact Wrestling! du 30 mai, match que Sting gagne. À la fin du match, Hogan annonce qu'à Slammiversary X, Bobby Roode défendra son titre face à Sting. Lors de Slammiversary, il perd contre Bobby Roode et ne remporte pas le TNA World Heavyweight Championship. Il est annoncé comme le premier Hall Of Fame de la TNA.

#### Diverses rivalités et départ (2012-2014)

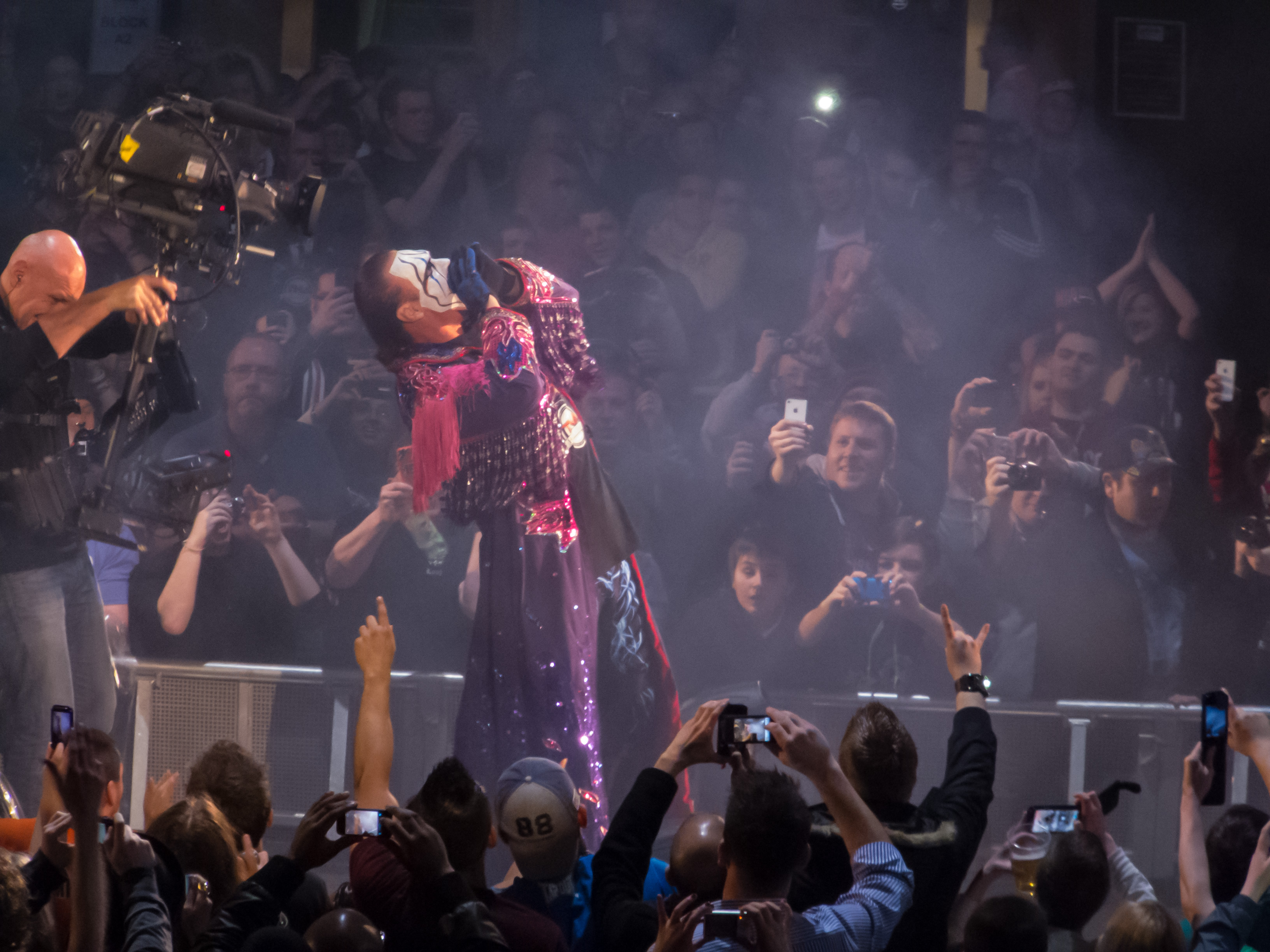
Sting en 2013 à Londres.

Le 14 octobre à Bound for Glory, Bully Ray et lui perdent face à Aces & Eights dans un No Disqualification match. Le 8 novembre à Impact!, Kurt Angle et lui battent Devon et D.O.C par disqualification. Après le combat, deux membres du clan Aces & Eights le frappent avec un marteau, puis lui écrasent la partie centrale et le poignet, ce qui l'éloigne des rings pour une durée de 2 mois.
Il fait son retour le 3 janvier 2013 lors du Main-event opposant Aces and Eights face à Kurt Angle et Samoa Joe, il attaque tous les membres de la Aces & Eights avec sa batte de baseball et en laisse un, mais il lui donne un coup avec sa batte et lui enlève son masque, il a démasqué Mike Knox. Lors de l'Impact Wrestling du 7 février, Bully Ray et lui battent Aces And Eights dans un Tables Match. Le 14 février lors d'Impact Wrestling, il est annoncé que Sting sera le chef de la Team TNA lors de Lockdown face aux 2 Aces 2 Eight dans le célèbre Lethal Lockdown.
À l'épisode d'Impact Wrestling du 21 février Bully Ray, Sting et Hulk Hogan perdent un match face aux Aces & Eights. Le 14 mars, il bat Austin Aries lors du main event en direct du Sears Centre à Chicago. Lors de l'épisode d'Impact Wrestling du 25 avril il fait son retour après deux mois d'absence, où il arrive avec une batte de Baseball pour faire face aux Aces & Eights. La semaine suivante, Hulk Hogan organise un match entre Matt Morgan et Sting. Lors de ce match, il bat Matt Morgan et devient challenger numéro un pour le titre poids lourds lors de Slammiversary.Sting perd contre Bully Ray à Slammiversary XI dans un No Holds Barred Match et ne sera jamais autorisés à avoir un autre TNA World Heavyweight Title Shot.
Lors de l'Impact Wrestling du 13 juin, il annonce qu'une nouvelle Main Event Mafia va voir le jour pour contrer Aces And Eights. Lors de l'Impact du 20 juin, on le voit plusieurs fois dont une parler à quelqu'un qui rejoint la nouvelle Main Event Mafia. Plus tard dans la soirée, il vient confronter Bully Ray et lorsque ce dernier appel Aces & Eights, le Stinger lui montre une vidéo à l'écran ou l'on voit le groupe par terre. Sting attaque ensuite Bully et lorsqu'il tente de se retirer, Kurt Angle arrive et attaque Bully Ray avant de lui infliger un anckle lock. Kurt Angle rejoint donc la nouvelle Mafia. La semaine suivante, c'est Samoa Joe qui rejoint le groupe. La semaine suivante Magnus rejoint la nouvelle Main Event Mafia. Trois semaines plus tard, c'est Rampage Jakcson qui rejoint le groupe lors de WWC "40th Anniversary" il bat Carlito. Lors de Bound for Glory il perd contre Magnus par soumission.
Il est annoncé qu'il affrontera Ethan Carter III lors de Genesis. Lors de la première partie de Genesis (14 janvier), il perd contre Ethan Carter III. Il est annoncé qu'il affrontera Magnus dans un « Title vs Career » match. Lors de la deuxième partie de Genesis du (23 janvier), il perd contre Magnus pour le World Heavyweght Championship et, comme la stipulation était « Title vs Career », Sting est viré de la fédération.

### World Wrestling Entertainment (2014-2016)

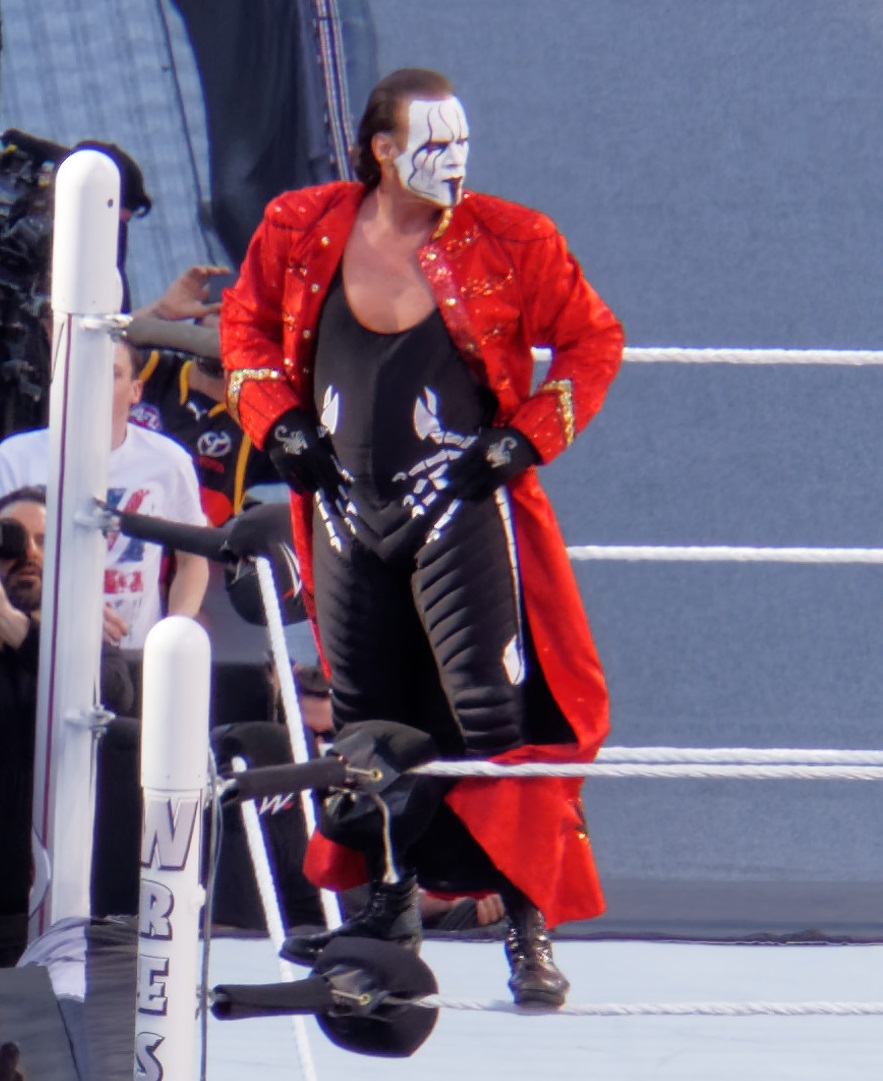
Sting à Wrestlemania 31.

#### Rivalités avec Triple H et Seth Rollins, blessure et départ (2014-2016)
Le 10 avril 2014, il signe officiellement avec la World Wrestling Entertainment.
Le 23 novembre aux Survivor Series, il fait ses débuts en tant que Face, où il aide l'équipe de John Cena à battre celle de l'Authority, ce qui destituent Stephanie McMahon et Triple H de leurs pouvoirs.
Le 16 mars 2015 à Raw, il fait ses débuts dans le show rouge, où il vient en aide à Randy Orton, encerclé par les membres de la faction ennemie. Le 29 mars à WrestleMania 31, il perd face au leader de l'Authority dans un No Disqualification match.
Le 20 septembre à Night of Champions, il ne remporte pas le titre mondial poids-lourds de la WWE, battu par Seth Rollins. Après le combat, Sheamus et lui se font attaquer par Kane. Blessé à la nuque pendant son match, il va devoir s'absenter pendant une durée indéterminée.
Le 11 janvier 2016, John "Bradshaw" Layfield annonce l'introniser au Hall of Fame de l'année à WrestleMania 32.
Le 4 avril à Raw, lors de son intronisation au Hall of Fame, il annonce, à la suite de sa blessure à la nuque, son retrait des rings.

### All Elite Wrestling (2020-2024)

#### Débuts, alliance, champion du monde par équipes de la AEW avec Darby Allin et retraite (2020-2024)
Le 2 décembre 2020 à Dynamite: Winter is Coming, il fait ses débuts à la All Elite Wrestling en faisant fuir la Team Taz, puis en confrontant Cody Rhodes et Darby Allin. Le jour même, il signe officiellement, pour de nombreuses années, avec la compagnie.
Le 7 mars 2021 à Revolution, Darby Allin et lui s'allient officiellement, et ensemble, ils battent Ricky Starks et Brian Cage dans un Street Fight match.
Le 30 mai à Double or Nothing, ils battent Men of the Year (Scorpio Sky et Ethan Page).
Le 6 mars 2022 à Revolution, Sammy Guevara et eux battent Andrade Hardy Family Office (Isiah Kassidy, Andrade El Idolo et Matt Hardy) dans un 6-Man Tornado Tag Team match.
Le 4 septembre à All Out, Miro et eux battent House of Black (Buddy Matthews, Brody King et Malakai Black) dans un 6-Man Tag Team match.
Le 19 novembre à Full Gear, ils battent Jeff Jarrett et Jay Lethal.
Le 25 juin 2023 à Forbidden Door, Tetsuya Naitō et eux battent Suzuki Gods (Minoru Suzuki, Chris Jericho et Sammy Guevara) dans un Trios match.
Le 27 août à All In, ils battent Christian Cage et Swerve Strickland dans un Tag Team Coffin match.
Le 1er octobre à WrestleDream, après la conservation du titre TNT de la AEW du vétéran canadien sur son protégé, il tente de lui venir en aide, mais se fait agresser par le premier, Luchasaurus et Nick Wayne, jusqu'à ce qu'Adam Copeland ne fasse son apparition et vole à leur secours. Le 18 octobre à Dynamite, il annonce officiellement son dernier match à Revolution et la fin de sa carrière.
Le 7 février 2024 à Dynamite, Darby Allin et lui deviennent les nouveaux champions du monde par équipes de la AEW en battant Big Bill et Ricky Starks dans un Texas Tornado Tag Team match et remportent les titres pour la première fois de leurs carrières.
Le 3 mars 2024 à Revolution, pour son dernier match au sein de la compagnie, les deux hommes conservent leurs titres en battant les Young Bucks dans un Tornado Tag Team match.

## Palmarès
- All Elite Wrestling
  - 1 fois Champion du monde par équipes de la AEW (avec Darby Allin)
  - Invaincu en équipe avec Darby Allin (29 victoires, 0 défaite)

- Mid-Atlantic Championship Wrestling
  - Vainqueur du Jim Crockett Sr. Memorial Cup Tag Team Tournament en 1988 avec Lex Luger

- Total Nonstop Action
  - 1 fois champion du Monde poids lourds de la NWA
  - 4 fois champion du Monde poids lourds de la TNA
  - 1 fois champion du Monde par équipes de la TNA avec Kurt Angle
  - Hall of Famer de la TNA en 2012 (premier)

- Universal Wrestling Federation
  - 3 fois Champion par équipe de la UWF avec Eddie Gilbert (2) et Rick Steiner (1)

- National Wrestling Alliance
  - 1 fois Champion du monde poids lourds de la NWA
  - 1 fois champion du monde de la télévision
- World Championship Wrestling
  - 6 fois champion du monde poids lourds de la WCW
  - 2 fois champion du monde international de la WCW
  - 1 fois champion du monde poids lourd de la NWA
  - 2 fois champion poids lourds des États-Unis de la WCW
  - 1 fois champion du monde Télévision de la WCW
  - 3 fois champion du Monde par équipes de la WCW avec Lex Luger, The Giant et Kevin Nash
  - Vainqueur de WCW Battle Bowl Battle Royal en 1991
  - Vainqueur de la coupe européenne en 1994 et 2000
  - Vainqueur du WCW King of Cable Tournament en 1993
  - Vainqueur du NWA Iron Man Tournament en 1989

- World Wrestling All-Stars
  - 1 fois Champion du Monde Poids-Lourds de la WWA

- World Wrestling Entertainment
  - Hall Of Fame 2016

## Récompenses des magazines
- Pro Wrestling Illustrated
  - 3e Rookie de l'année 1986[32]
  - 4e Meilleure progression de l'année 1987[32]
  - Meilleure progression de l'année 1988[32]
  - 3e catcheur le plus populaire de l'année 1988[32]
  - Trophée du Catcheur le plus inspiré de l'année en 1990
  - Trophée du Catcheur de l'année en 1990
  - Trophée du Match de l'année en 1991 – avec Lex Luger vs. Steiner Brothers, (SuperBrawl, 19 mai 1991)
  - Trophée du Catcheur le plus populaire de l'année en 1991-1992 ; 1994 et 1997
  - PWI l'a classé numéro 52 des 100 meilleures équipes dans le PWI Years avec Lex Luger en 2003
  - Trophée du Retour de l'année en 2006

| Année | 1991 | 1992 | 1993 | 1994 | 1995 | 1996 | 1997       | 1998 | 1999 | 2000 | 2001 à 2005 | 2006 | 2007 | 2008 | 2009 | 2010 | 2011 | 2012 | 2013 | 2014 à 2021 | 2022 |
| ----- | ---- | ---- | ---- | ---- | ---- | ---- | ---------- | ---- | ---- | ---- | ----------- | ---- | ---- | ---- | ---- | ---- | ---- | ---- | ---- | ----------- | ---- |
| Rang  | 5    | 1    | 4    | 8    | 3    | 3    | Non classé | 12   | 12   | 26   | Non classé  | 26   | 19   | 84   | 9    | 60   | 21   | 35   | 46   | Non classé  | 173  |

- Wrestling Observer Newsletter
  - Match de l'année en 1988 contre Ric Flair le 27 mars (Clash of the Champions I)[32]
  - Catcheur le plus charismatique en 1988[32]
  - Catcheur ayant le plus progressé de l'année 1988[32]
  - Trophée du meilleur Babyface en 1992
  - Trophée du catcheur le plus charismatique en 1992

## Médias
Livres
- Bonham, Chad (2001) Wrestling With God
- Sting et King, George (2004) Sting: Moment of Truth,  (ISBN 1-4041-0211-6)

DVD
- Sting : Deadly Venom
- Sting : Unmasked
- Sting : Back In Black
- Sting : Moment of Truth
- Sting : Return of an Icon

## Filmographie
- 2011 : The Encounter de David A. R. White : Nick

2000 - Ready to Rumble